# Meinrad Langhammer
Meinrad Langhammer (* 14. Januar 1884 in Klösterle an der Eger, Böhmen als Heinrich Langhammer; † 13. März 1942 ebenda) war ein sudetendeutscher Militärgeistlicher, Chorherr des Stifts Tepl, Lehrer am Theresianum Wien und Herausgeber von Schriften und Lehrbüchern für den katholischen Unterricht.

## Leben
Langhammer wurde in Klösterle an der Eger als Sohn des Porzellandrehers und späteren Gastwirts Johann Langhammer und dessen Frau Anna Fischer geboren. Sein jüngerer Bruder war Rudolf Langhammer (1889–1958). Er trat in den  Prämonstratenserorden ein, wurde Chorherr des Stifts Tepl und zum Dr. theol. promoviert. Am Ersten Weltkrieg nahm er als Feldkurat des k.k. Infanterie-Regiments Nr. 73 teil. Für seine Verdienste wurde Meinrad Langhammer mehrfach mit hohen Orden ausgezeichnet. Zu Kriegsende galt er als der am höchsten dekorierter Feldkurrat der k.k. Armee. 1918 nahm er eine Stelle als Religionslehrer am Theresianum Wien an. 1941 trat er in den Ruhestand über. Seinen Lebensabend verbrachte er in seiner Heimatstadt Klösterle, wo er 1942 an einer Gehirnblutung starb.

## Auszeichnungen
- Militärverdienstkreuz
- Franz-Joseph-Orden, Ritterkreuz am Band
- Geistliches Verdienstkreuz, II. Klasse am weiß-roten Band
- Signum Laudis, mit Schwertern
- Orden der Eisernen Krone, III. Klasse mit Kriegsdekoration und Schwertern

## Werke (Auswahl)
- Die Wahrheit – Katholische Glaubenslehre I, 1929
- Der Weg, die Wahrheit und das Leben. Lehrbuch der katholischen Religionen für die Oberstufe der Mittelschulen, 1934